# Subdivisions du Soudan

Carte du Soudan montrant sa subdivision en États. Les numéros correspondent au tableau ci-contre. En 2012, deux États supplémentaires sont créés dans la région du Darfour. En 2013, le Kordofan-Occidental est réinstitué.

Cet article recense les subdivisions administratives du Soudan.

## États
Le Soudan est subdivisé en 18 wilayat (en arabe : ولاية, « wilā'ya »), mot généralement traduit dans le cas du Soudan par « État ».
Avant l'indépendance du Soudan du Sud en 2011, le pays comprenait 25 wilayat.
Le Kordofan-Occidental a été réinstitué en 2013.
| #  | État                | Nom local    | Translittération | Transcription      | Capitale    | Superficie (km²) | Population (2012) | Densité (hab./km²) |
| -- | ------------------- | ------------ | ---------------- | ------------------ | ----------- | ---------------- | ----------------- | ------------------ |
| 1  | Khartoum            | الخرطوم      | Al-Ḫrṭwm         | Al Khartoum        | Khartoum    | +0022 142,       | +05 828 000,      | +263,2             |
| 2  | Kordofan du Nord    | شمال كردفان  | Šmāl Krdfān      | Chamal Kourdoufan  | El Obeid    | +0185 302,       | +02 976 000,      | +016,1             |
| 3  | Nord                | الشمالية     | Al-Šmalyh        | Ach Chamaliyah     | Dunqula     | +0348 765,       | +00697 000,       | +002,              |
| 4  | Kassala             | كسلا         | Ksl              | Kassala            | Kassala     | +0036 710,       | +01 898 000,      | +051,7             |
| 5  | Nil Bleu            | النيل الأزرق | Al-Nyl al-ʾZrq   | An Nil al Azraq    | Al-Damazin  | +0045 844,       | +00834 000,       | +018,2             |
| 6  | Darfour du Nord     | شمال دارفور  | Šmāl Dārfwr      | Chamal Darfour     | El Fasher   | +0296 420,       | +02 098 000,      | +007,1             |
| 7  | Darfour du Sud      | جنوب دارفور  | Ǧnwb Dārfwr      | Djanoub Darfour    | Nyala       | +0127 300,       | +04 218 000,      | +033,1             |
| 8  | Kordofan du Sud     | جنوب كردفان  | Ǧnwb Krdfān      | Djanoub Kourdoufan | Kadugli     | +0158 355,       | +01 425 000,      | +009,              |
| 9  | Al Djazirah         | الجزيرة      | Al-Ǧzyrh         | Al Djazirah        | Wad Madani  | +0027 549,       | +03 667 000,      | +133,1             |
| 10 | Nil Blanc           | النيل الأبيض | Al-Nyl al-Aʾbyḍ  | An Nil al Abyad    | Rabak       | +0030 411,       | +01 890 000,      | +062,2             |
| 11 | Nil                 | نهر النيل    | Nhr al-Nyl       | Nahr an Nil        | Al-Damar    | +0122 123,       | +01 150 000,      | +009,4             |
| 12 | Mer Rouge           | البحر الأحمر | Al-Bḥr alʾḤmr    | Al Bahr el Ahmar   | Port-Soudan | +0218 887,       | +01 462 000,      | +006,7             |
| 13 | Al Qadarif          | القضارف      | Al-Qḍārf         | Al Qadarif         | Gedarif     | +0075 263,       | +01 387 000,      | +018,4             |
| 14 | Sannar              | سنار         | Snār             | Sannar             | Sannar      | +0037 844,       | +01 310 000,      | +034,6             |
| 15 | Darfour-Occidental  | غرب دارفور   | Ġrb Dārfwr       | Gharb Darfour      | Geneina     | +0079 460,       | +01 320 000,      | +016,6             |
| 16 | Darfour-Central     | وسط دارفور   | Wasat Dārfwr     | Wassat Darfour     | Zalingei    |                  |                   |                    |
| 17 | Darfour-Oriental    | شرق دارفور   | Šārq Dārfwr      | Sharq Darfour      | Ed Daein    |                  |                   |                    |
| 18 | Kordofan de l'Ouest | غرب كردفان   | Ġrb Krdfān       | Gharb Kourdoufan   | El Fula     | 111 373          | 1 320 405 (2006)  | 11,9               |
|    | Total               | Total        | Total            | Total              | Total       | +1 886 068,      | +32 161 000,      | +017,1             |

## Historique

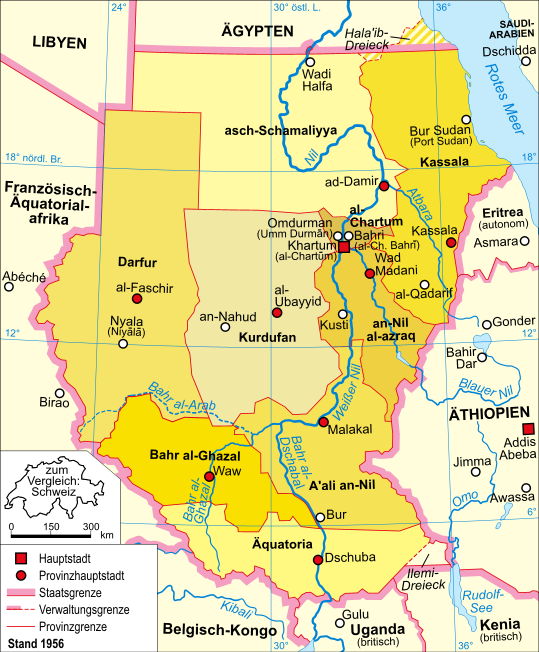
Carte politique du Soudan en 1956, lors de son indépendance (en allemand).

Le Soudan anglo-égyptien est subdivisé en huit mudiriyat (en) ou provinces, ambiguës lors de leur création mais mieux définies avant le début de la Seconde Guerre mondiale :
- Darfour ;
- Équatoria ;
- Kassala ;
- Khartoum ;
- Kordofan ;
- Nil Bleu ;
- Nil Supérieur ;
- Nord.

En 1948, la province de Bahr el-Ghazal est séparée de celle d'Équatoria.
Le Soudan obtient son indépendance en 1956 et conserve sa structure en neuf provinces.
Plusieurs nouvelles provinces sont créées le 1er juillet 1973, portant leur nombre à 14 :
- Le Darfour du Nord et le Darfour du Sud sont créés à partir du Darfour ;
- Le Kordofan est divisé en Kordofan du Nord et Kordofan du Sud ;
- Al Djazirah et le Nil Blanc sont séparés du Nil Bleu ;
- Le Nil est séparé du Nord ;
- La Mer Rouge est séparée du Kassala.

Une nouvelle réorganisation a lieu en 1976, portant le nombre de provinces à 18 :
- Les Lacs sont séparés du Bahr el-Ghazal ;
- Le Jonglei est séparé du Nil Supérieur ;
- L'Équatoria est divisé en Équatoria-Occidental et Équatoria-Oriental.

En 1991, le gouvernement soudanais réorganise le pays en neuf États fédérés, reprenant le découpage existant en 1948 et 1973.
Le 14 février 1994, le pays est à nouveau réorganisé en 26 États.
En 2005, le Bahr al Jabal est renommé en Équatoria-Central.
En 2006, le Kordofan-Occidental est divisé en deux et fusionné avec les Kordofan du Nord et du Sud.

Carte des régions politiques du Soudan avant l'indépendance du Soudan du Sud en 2011 :
Nord-Soudan
Darfour
Front de l'Est, zone d'opération en juillet 2006
Soudan du Sud (est reconnu comme un État indépendant depuis le 9 juillet 2011)
Abiyé, telle que définie par la Cour permanente d'arbitrage (doit organiser un référendum)
Monts Nuba et Nil Bleu (doivent organiser des consultations populaires)

À la suite d'un référendum d'autodétermination qui y est organisé entre le 9 et le 15 janvier 2011, le Soudan du Sud (constitué de 10 États) est devenu indépendant le 9 juillet 2011 :
- Bahr el Ghazal du Nord ;
- Bahr el Ghazal occidental ;
- Équatoria-Central ;
- Équatoria-Oriental ;
- Équatoria-Occidental ;
- Jonglei ;
- Lacs ;
- Nil Supérieur ;
- Unité ;
- Warab.

D'autre référendums d'autodétermination doivent être organisés ultérieurement, afin de déterminer si les régions consultées se joignent au Soudan de Sud ou restent sous la souveraineté de Khartoum. Seront ainsi concernés par ces « consultations populaires » la région d'Abyei, l'État du Kordofan du Sud et enfin l'État du Nil Bleu.
Les trois États du Darfour (Darfour du Nord, Darfour du Sud et Darfour-Occidental) sont coordonnés par l'autorité régionale du Darfour. Leur nombre a été porté à cinq en 2012.